# Skogsbo SK
Skogsbo SK är en ishockeyklubb i Avesta kommun, Dalarna. Klubben är moderklubb för Nicklas Lidström. De spelar och tränar i Outokumpu-hallen i Skogsbo.
Klubben hade ett damlag som säsongen 07/08 spelade i Riksserien (som då var högsta serien inom damhockey).
På grund av minskat ishockeyutövande så har klubbarna i Avesta kommun gjort en överenskommelse där (i dagsläget) Skogsbo SK har barn- och ungdomsverksamhet upp till och med U13, därefter flyttar man till Avesta BK för spel i U14 till A-lag.
Klubben utövade tidigare även fotboll, se vidare Skogsbo-Avesta IF.